# Kostel svatého Michaela archanděla (Litvínov)
Kostel svatého Michaela archanděla je římskokatolický kostel zasvěcený sv. archandělovi Michaelovi v Litvínově v okrese Most. Byl postaven v raně barokním slohu a nachází se, společně s farou, uprostřed Litvínova na malé vyvýšenině v prostoru barokního areálu litvínovského děkanství Od roku 1963 je chráněn jako kulturní památka.

## Historie

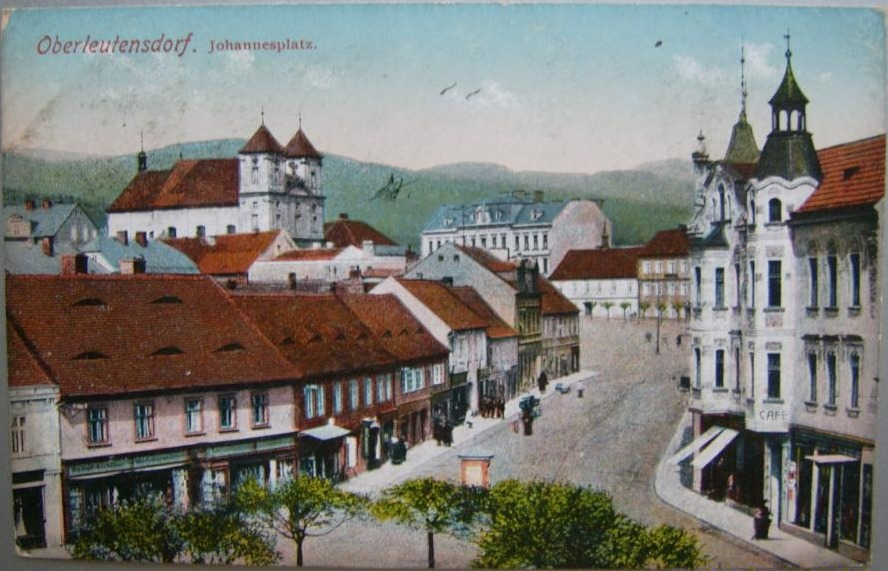
Kostel na pohlednici z ulice 9. května v roce 1911

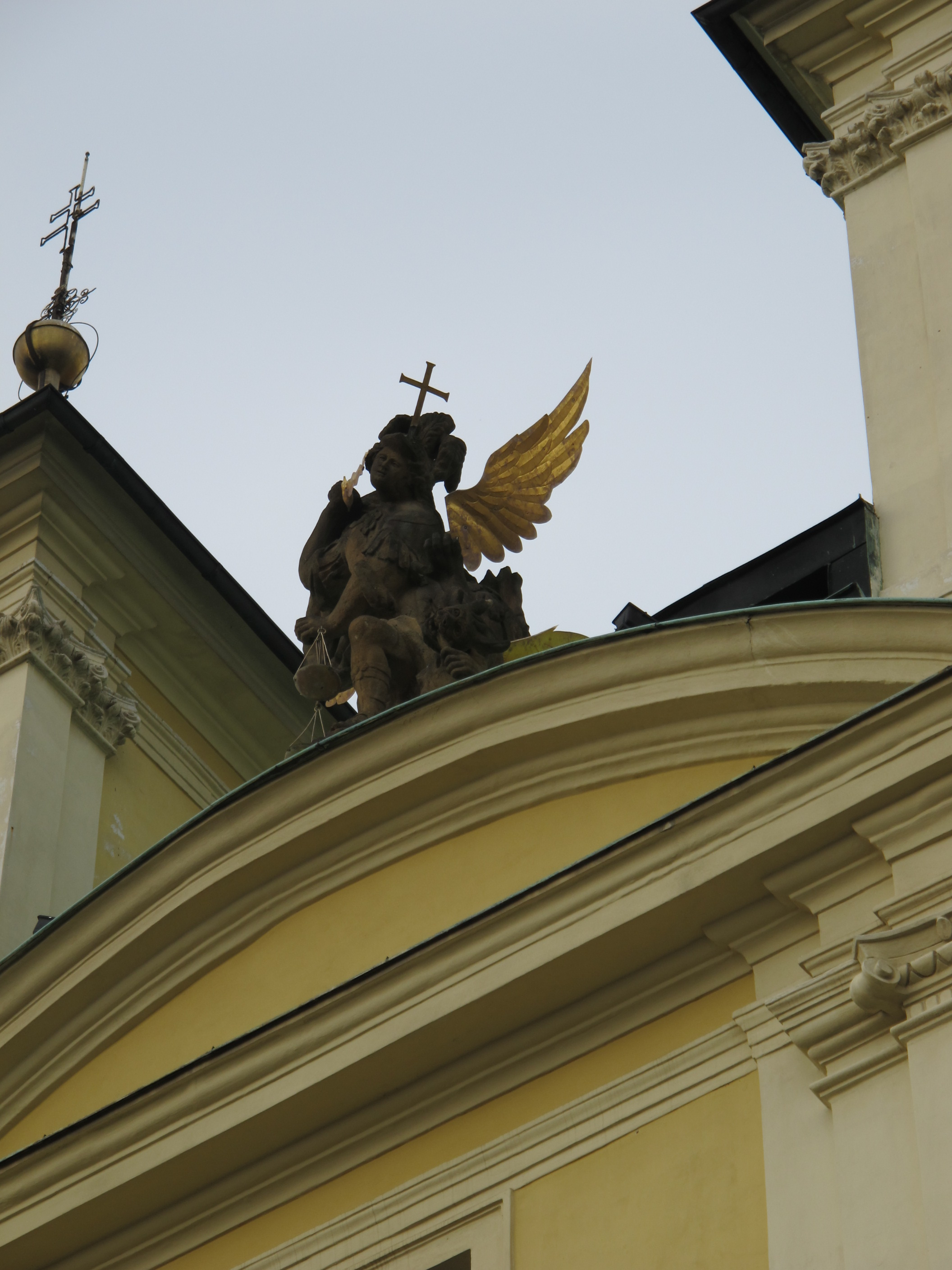
Socha sv. Michaela archanděla nad průčelím kostela

O výstavbu kostela v letech 1685–1694 se zasadil tehdejší pražský arcibiskup Jan Bedřich z Valdštejna. Tvůrcem raně barokní stavby byl známý francouzský architekt z Burgundska Jean Baptiste Mathey, který pobýval v Itálii, odkud ho roku 1675 povolal Jan Bedřich Valdštejn do Prahy, kde významně zasáhl do pražského barokního stavitelství a stal se osobním architektem pražského arcibiskupa.
Po opakovaném plenění během sedmileté války byl kostel v roce 1763 renovován. Z tohoto období pochází většina vnitřního vybavení jako oltáře, sochy, kazatelna a obrazy. Kostelní lavice jsou v rokokovém slohu.
Další renovace kostela proběhla v letech 1887–1902, kdy přibyly karyatidy v presbytáři, fresky a vitráže. V roce 1901 bylo do kostela zavedeno elektrické osvětlení. Varhany pocházejí z roku 1908. Následné opravy kostela proběhly v letech 1935–1937 a 1972–1975.
V roce 2001 litoměřický biskup Josef Koukl posvětil dva zvony, větší z roku 1522 a menší nový.

## Architektura

### Exteriér

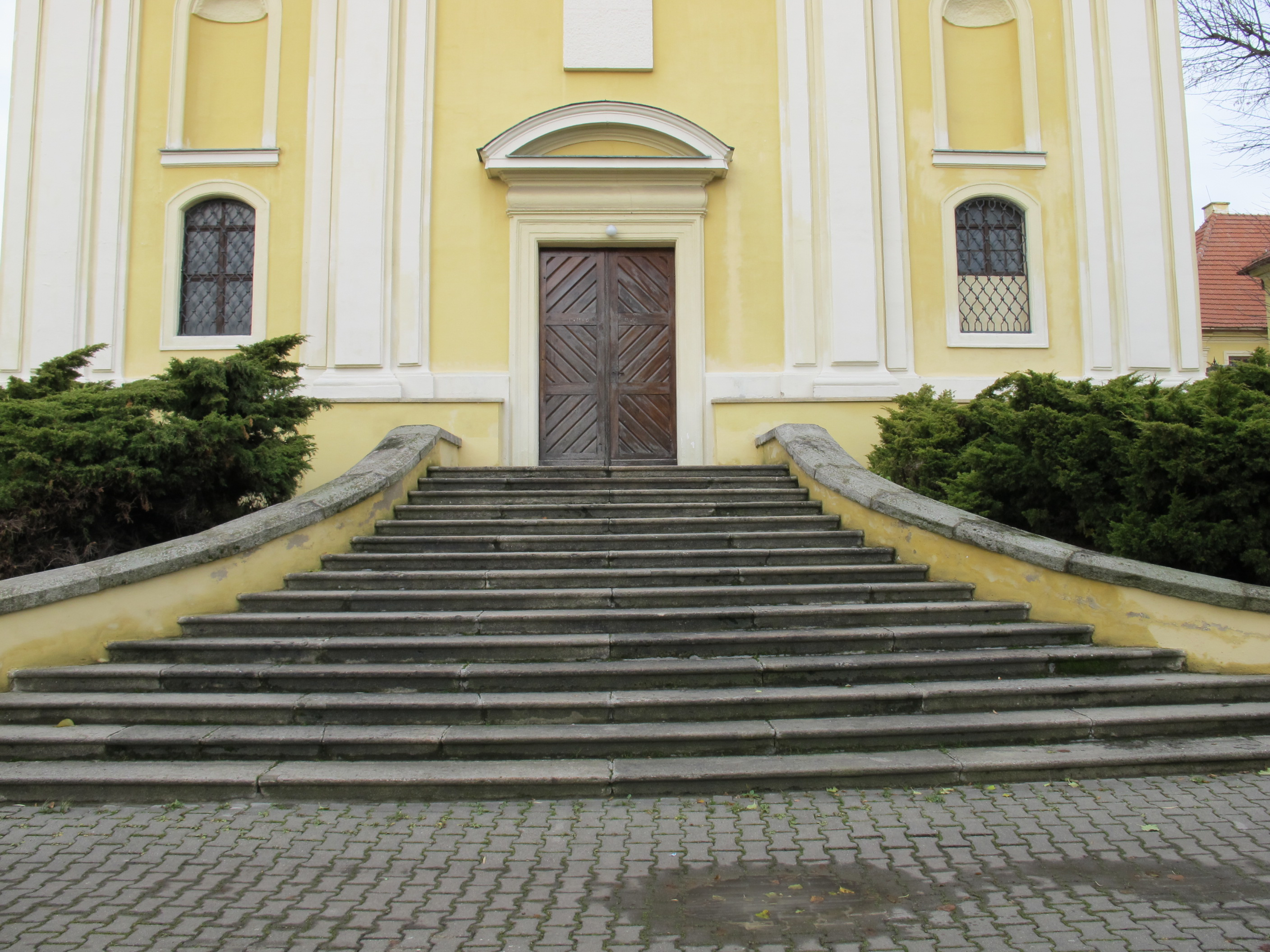
Schodiště vedoucí do hlavního vchodu kostela

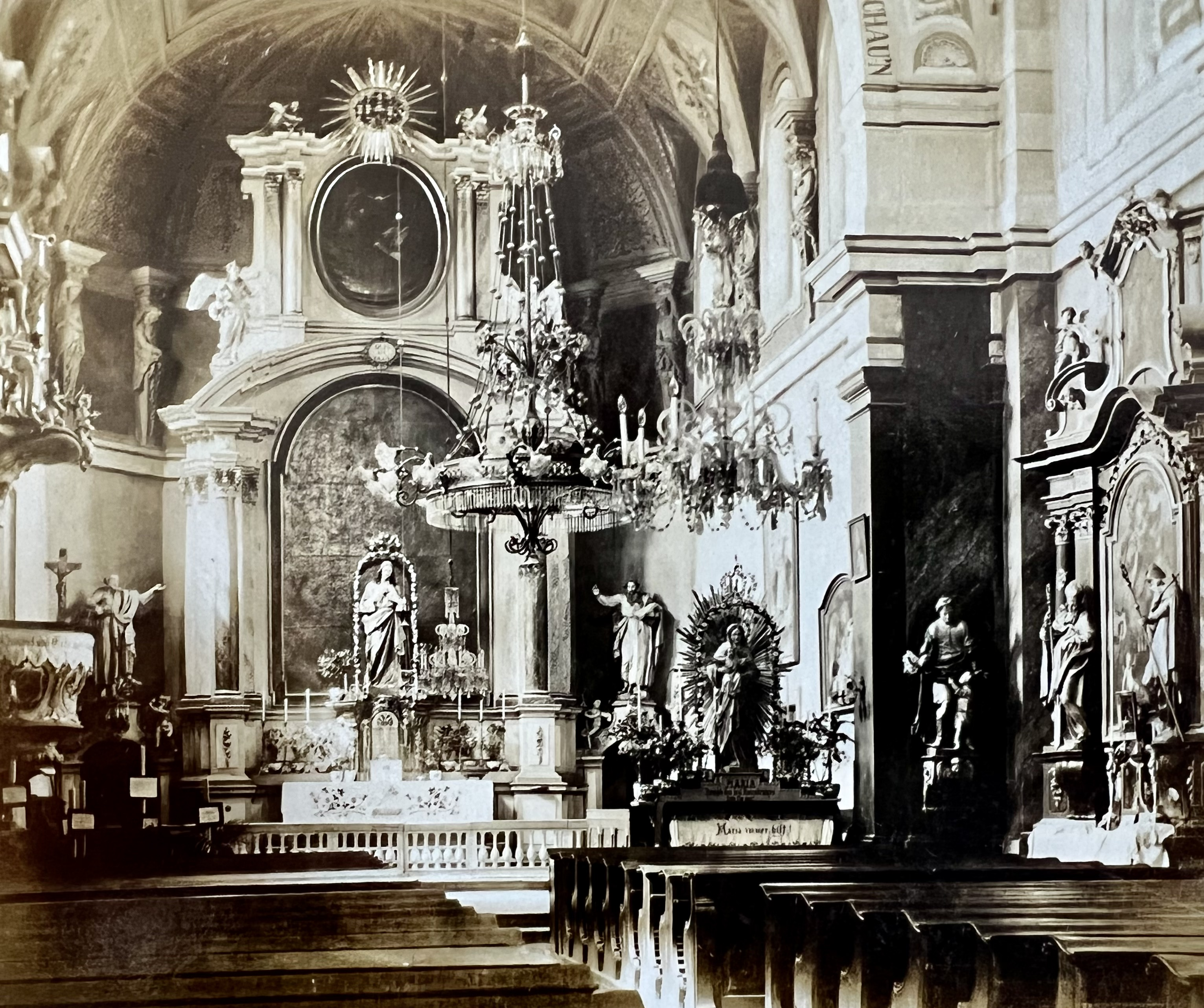
Interiér kostela v r. 1905

Kostel stojí na mírném návrší, po kterém vede ke vstupu široké schodiště, které je typické svou monumentalitou pro barokní stavby. Má půdorys latinského kříže a je neorientovaný (je obrácen k severu). Jedná se o jednolodní obdélnou stavbu s užším obdélným, trojboce ukončeným přesbytářem s obdélnou sakristií po západní straně a dvěma obdélnými předsíněmi po východní straně. Hlavní (jižní) průčelí je se středním rizalitem. Průčelí je zdobené pilastry a je členěno do tří pater. V přízemní části je jednoduchý portál a dvě okna po jeho stranách, v prostřední části oddělené římsou jsou tři dvojice obdélníkových a čtvercových oken a nejvyšší patro tvoří dvě čtvercové věže mírně převyšující štít, před kterým se nachází socha patrona kostela sv. Michaela archanděla s mečem vítězícím nad padlým andělem. Na západní věži jsou umístěné hodiny.
Na bočních fasádách jsou pilíře, které přecházejí volutami v pilastry, a velká lichoběžníková, segmentově ukončená okna.

### Interiér
Presbytář je sklenut valenou klenbou. V závěru je presbytář sklenut paprsčitou klenbou s úseky sbíhajícími na kyriatidy. Presbytář je od lodi chrámu oddělen triumfálním obloukem, který nese latinský nápis GLORIA IN EXCELSIS DEO ET IN TERRA PAX HOMINIBUS BONAE VOLUNTATIS (Sláva na výsostech Bohu a na zemi pokoj lidem dobré vůle). Na klenbě se nachází největší freska kostela, která zobrazuje Nanebevzetí Panny Marie. Pochází z roku 1889. Loď je sklenuta valenou klenbou s lunetami a pásy, které se sbíhají na pilastry. Užší vstupní prostora je sklenuta hladkou plochou křížovou klenbou. Nad ní se nachází kruchta se stejnou klenbou. Kruchta je s předloženou balkónovitou částí. Po západní straně (nalevo u hlavního vchodu) této prostory je osmiboká tzv. Růžencová kaple, která je sklenuta kupolí ve které je freska Boha Otce s anděly. Freska je z 18. století. Okem viditelné fresky byly restaurovány po roce 1989, ostatní fresky byly zakonzervovány a zatřeny. Předsíň a sakristie mají v klenbě tzv. českou placku.

### Zařízení
Hlavní oltář pochází z období kolem roku 1700. Je portálový, s obrazy pocházejícími z doby výstavby a se sochami sv. Petra a sv. Pavla z 18. století. Na hlavním oltáři je tabernákl z 1. poloviny 18. století. V kostele jsou dvě dvojice protějškových rokokových oltářů ze 2. poloviny 18. století. Na jednom se nachází obraz Panny Marie se sv. Jáchymem a sv. Annou a sochy sv. Josefa a sv. Jana Křtitele. Na druhém oltáři je obraz sv. Aloise a sochy sv. Mikuláše a sv. Augustina. Na třetím je obraz Piety, obraz sv. Maří Magdalény pocházející z 19. století a sochy sv. Václava a sv. Víta. Na čtvrtém oltáři je obraz sv. Jana Nepomuckého, malý obraz s. Josefa a novější sochy sv. Floriána a sv. Jana Nepomuckého.
Kazatelna je rokoková z poloviny 18. století. Rokokové jsou i lavice. Na konzolách se nacházejí sochy sv. Josefa a sv. Anny Samotřetí, které pocházejí z 1. čtvrtiny 18. století. V podvěží je rokoková soška Immaculaty. V předsíni je dřevěný barokní krucifix s Pannou Marií a sv. Janem. Dílo z 1. poloviny 18. století. Obrazy sv. Václava a sv. Jana Nepomuckého pocházejí z roku 1894 a jsou dílem P. Reinhorna z Drážďan. Barokní křtitelnice je kamenná. V kostele jsou také barokní cínové svícny. V sakristii se nachází rokokový kredenc.

## Barokní areál

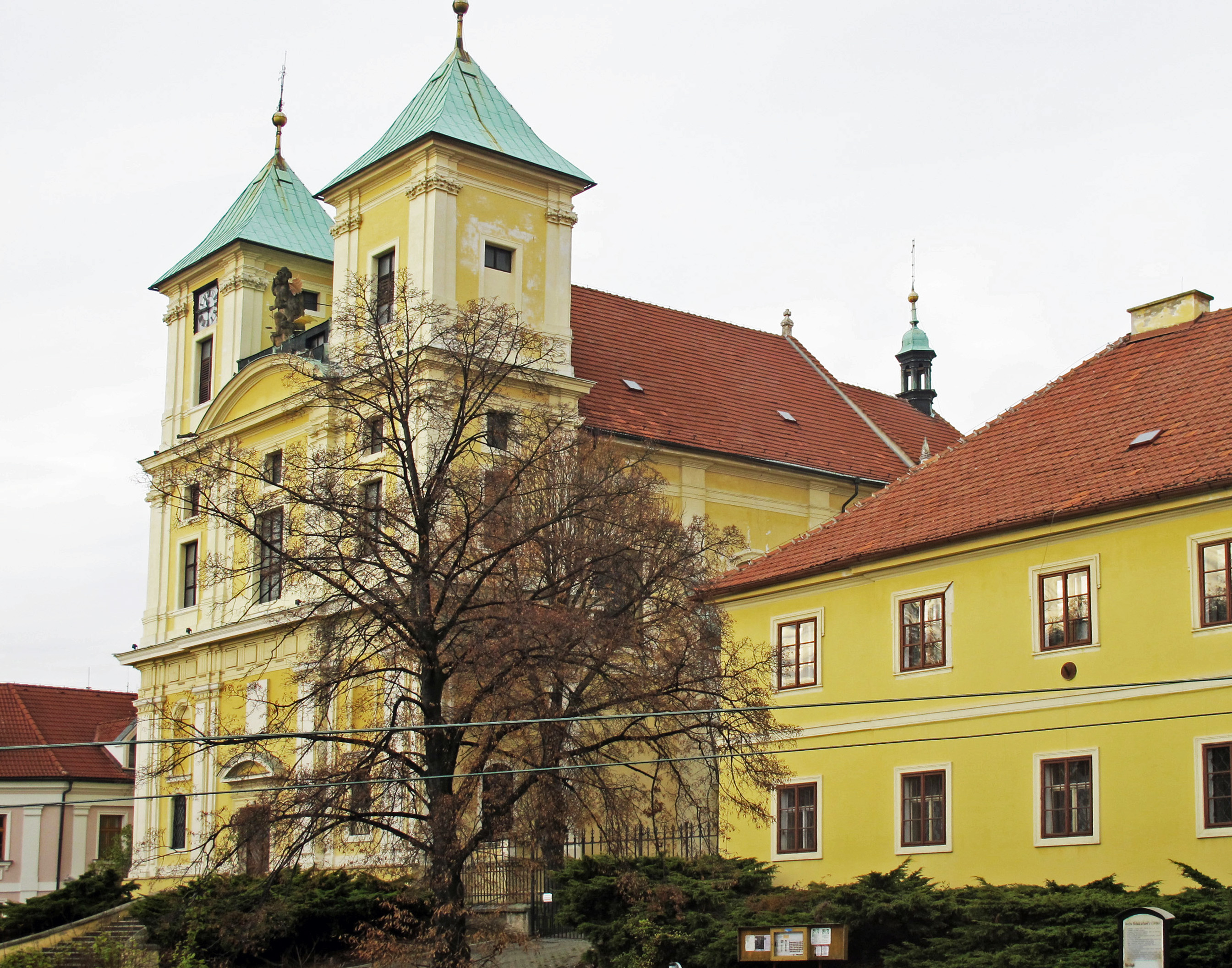
Litvínovský kostel s barokní farou po pravé straně fotografie

U kostela v barokním areálu je fara pocházející z roku 1730, k níž byla v letech 1769-1773 přistavěna ve stejném slohu kaple Bratrství. Stavba fary a kaple tvoří půdorysem písmeno „U“. Farní budova je patrová trojkřídlá. Východní a jižní křídlo mají hladké fasády. Severní křídlo předstupuje trojbokým závěrem kaple z východního průčelí a vyznačuje se lizénovým rámcem, okny a portálem v rámcích s valy. Přízemí a patro spínají pilastry. Místnosti a chodby v přízemí farní budovy jsou sklenuty valenou klenbou a lunetami. Obdélníková, trojboce ukončená farní kaple je sklenuta valenou klenbou a konchou.

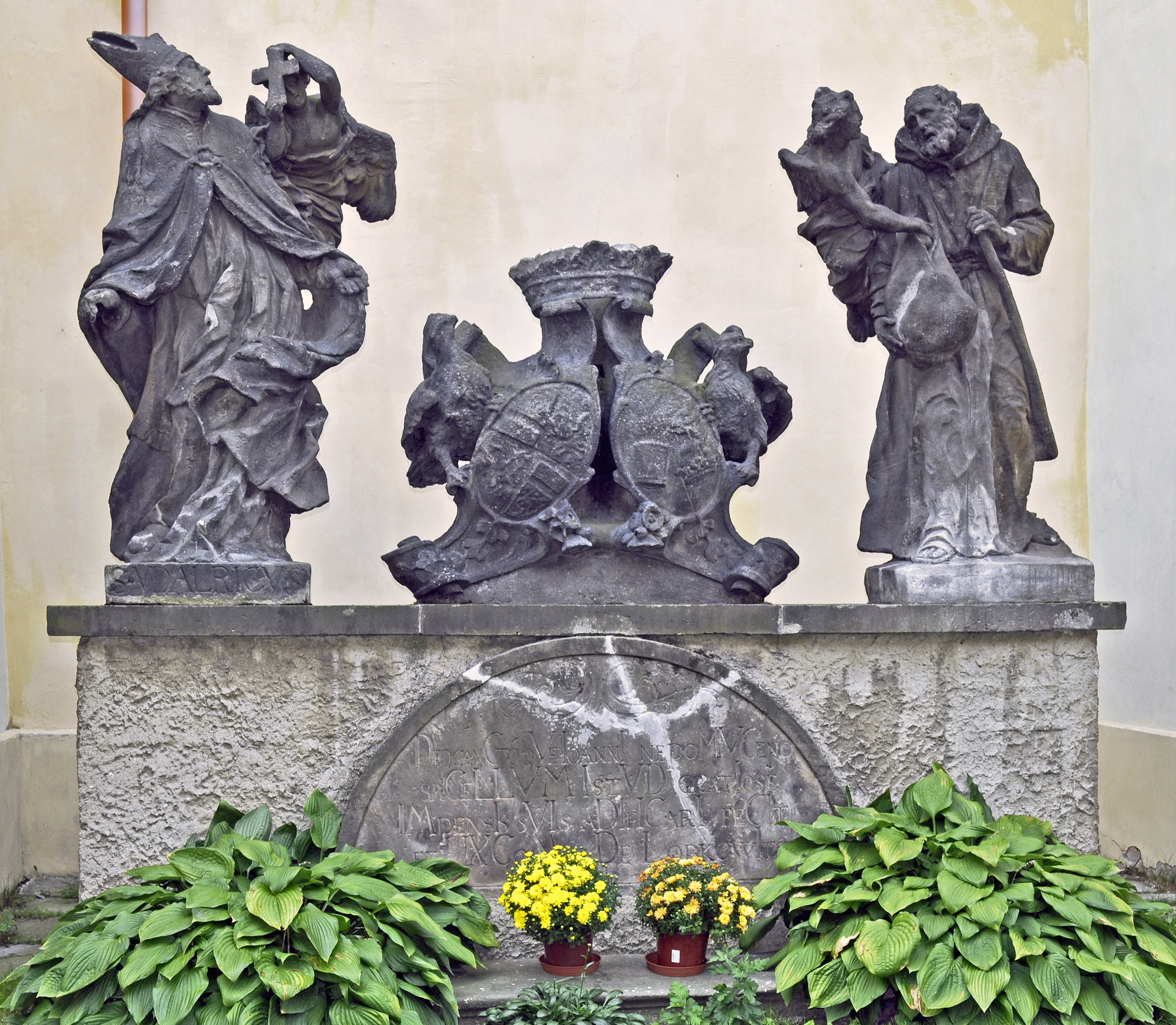
Sousoší sv. Oldřicha a sv. Felixe u litvínovského kostela

V atriu farní budovy stojí socha sv. Jana Nepomuckého, která stála již v roce 1727 na litvínovském náměstí před kostelem. Naproti ní se v nice mezi bočním vstupem do kostela a sakristií nachází sousoší sv. Oldřicha a sv. Felixe s aliančními znaky pánů z Lobkovic a pána z Bubnu a Litic, které na toto místo byly přenesené ze zrušené kaple v Dřínově.

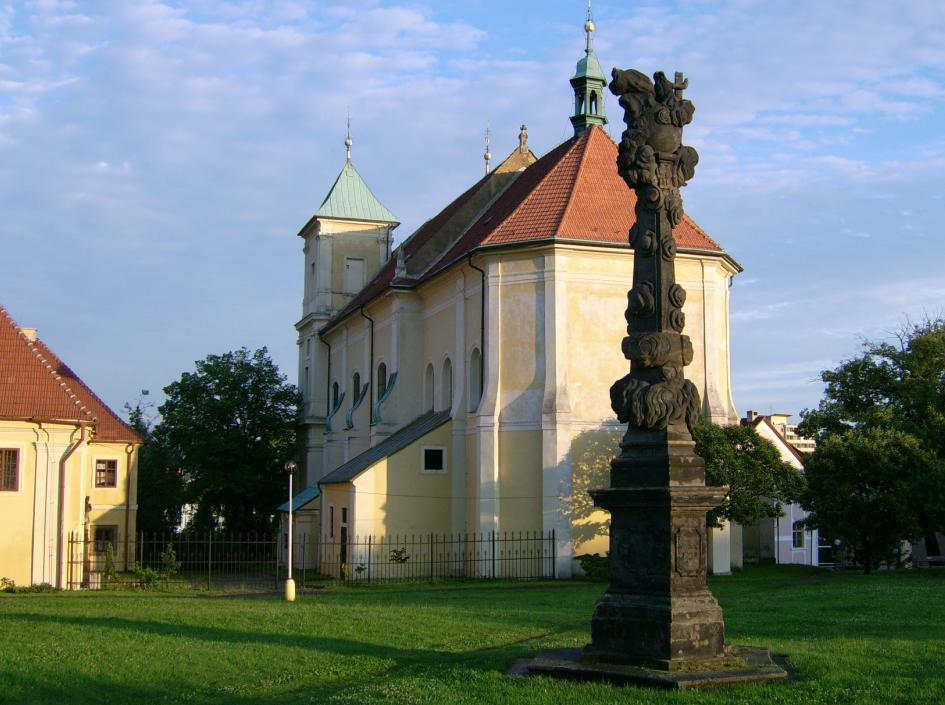
Sloup Nejsvětější Trojice u litvínovského kostela směrem od Voigtových sadů

V nedalekých Voigtových sadech je pak umístěn sloup Nejsvětější Trojice, který kdysi stával před kostelem v Libkovicích.